# Stéphane Bijoux
Stéphane Bijoux (ur. 8 października 1970 w Saint-Denis) – francuski dziennikarz i prezenter telewizyjny, poseł do Parlamentu Europejskiego IX kadencji.

## Życiorys
W latach 1988–1991 studiował na Université Bordeaux-Montaigne, ukończył dziennikarstwo i etnologię. Od 1991 związany zawodowo z dziennikarstwem w ramach France Télévisions. Pracował w telewizji prowadzonej dla terytoriów zamorskich. Był m.in. dyrektorem informacji w RFO i redaktorem naczelnym RFO Réunion. W 2009 został koordynatorem do spraw różnorodności informacji w centrali France Télévisions, pracował też jako prezenter programu informacyjnego Soir 3 w stacji telewizyjnej France 3. W 2011 objął stanowisko zastępcy dyrektora do spraw różnorodności informacji. W 2014 został dyrektorem redakcji France Ô i Outre-mer la 1ère.
W wyborach w 2019 z listy zorganizowanej wokół prezydenckiego ugrupowania LREM uzyskał mandat posła do Europarlamentu IX kadencji.